# Заставе (гміна Уршулін)
Заставе (пол. Zastawie) — село в Польщі, у гміні Уршулін Володавського повіту Люблінського воєводства. Населення — 82 особи (2011).

## Історія
За даними етнографічної експедиції 1869—1870 років під керівництвом Павла Чубинського, у селі переважно проживали римо-католики, меншою мірою — греко-католики, які розмовляли українською мовою.
У 1975—1998 роках село належало до Холмського воєводства.

## Демографія
Демографічна структура станом на 31 березня 2011 року:
|          | Загалом | Допрацездатний вік | Працездатний вік | Постпрацездатний вік |
| -------- | ------- | ------------------ | ---------------- | -------------------- |
| Чоловіки | 38      | 9                  | 23               | 6                    |
| Жінки    | 44      | 8                  | 25               | 11                   |
| Разом    | 82      | 17                 | 48               | 17                   |